# Colias nilagiriensis
Colias nilagiriensis é uma pequena borboleta nativa do sul da Índia. Ela pertence à família Pieridae.

## Ciclo de vida
As larvas alimentam-se de Parochetus communis e Trifolium.